# Geteilt durch Null
Geteilt durch Null (englisch Division by Zero) ist eine Science-Fiction-Kurzgeschichte des US-amerikanischen Schriftstellers Ted Chiang. Diese beschreibt die emotionalen Auswirkung der Entdeckung einer Inkonsistenz der Arithmetik auf eine Mathematikerin. Die Kurzgeschichte war für den Locus Award im Jahr 1992 nominiert gewesen. In deutscher Übersetzung von Karin Will erschien die Kurzgeschichte in der Sammlung Das wahre Wesen der Dinge im Jahr 2014 sowie in der Sammlung Geteilt durch Null, einer kompletten Übersetzung von Story of Your Life and Others, im Jahr 2020. Beide Werke erschienen beim Golkonda-Verlag.

## Handlung
Renee ist eine talentierte Mathematikprofessorin, welcher ein überraschender Beweis der Inkonsistenz der Arithmetik gelingt. (Nach dem Gödelschen Unvollständigkeitssatz kann die Arithmetik nicht ihre eigene Konsistenz beweisen.) Fortan bereitet ihr Mathematik keine Freude mehr und es fällt ihr schwer, ihrem Ehemann Carl ihr Befinden akkurat zu erklären. Etwa vergleicht sie die Auswirkung ihrer Entdeckung mit dem Beweis einer Nichtexistenz von Gott für den Theismus. Carl verliert durch ihren schlechten Zustand langsam seine Liebe zu ihr, verschweigt dies aber und kann gerade noch rechtzeitig einen Suizidversuch von ihr wegen ihrer neuen Entdeckung verhindern. Als sich Renee unter psychischer Aufsicht erholt und ihre Begeisterung an der Mathematik wiederfindet, versucht sie sich an einer neuen Erklärung ihres Zustandes und Carl, welcher seine eigenen Empfindungen darin wiedererkennt, hört lieber zu und verschweigt dies.